# Флаг Оренбургского района
Флаг муниципального образования Оренбу́ргский район Оренбургской области Российской Федерации — опознавательно-правовой знак, служащий официальным символом муниципального образования.
Ныне действующий флаг утверждён 24 сентября 2008 года и внесён в Государственный геральдический регистр Российской Федерации с присвоением регистрационного номера 4441.

## Описание
«Прямоугольное синее полотнище с отношением ширины к длине 2:3, воспроизводящее фигуры герба района: белую горизонтальную полосу в виде остроконечных волн (шириной в 1/10 ширины полотнища, на расстоянии в 3/10 ширины полотнища от его нижнего края). Выше полосы изображены солнце, колос и факел, ниже — скрещённые пушки; все эти элементы воспроизведены оттенками жёлтого, пламя факела — жёлтым и красным цветами».

## Обоснование символики
Флаг составлен на основании герба Оренбургского района, по правилам и соответствующим традициям геральдики, и отражает исторические, культурные, социально-экономические, национальные и иные местные традиции.
Планомерное освоение Оренбургской земли Российским государством началось в XVIII веке. Оренбург строился как город-крепость, как опорный пункт линий крепостей по Яику, Самаре и Сакмаре, охранявших юго-восточную границу России. Одновременно город развивался как центр хозяйственно-экономического общения с народами востока, что, в первую очередь, предполагало торговлю. Поэтому город и окружающие его территории, входящие в состав современного района носили одновременно и военный, и торговый характер: здесь располагались казармы и артиллерийский двор, пороховые погреба и военные учреждения, гостиный и меновой дворы, таможня. На флаге Оренбургского района аллегорически отражено боевое прошлое и славные казачьи традиции двумя скрещёнными орудийными стволами.
Колос и газовый факел символизируют богатства степного края и его недр.
Особую роль в жизни Оренбуржья играет река Урал, символически отражённая на флаге белой волнистой полосой.
Жёлтый цвет (золото) — символ урожая, богатства, стабильности, уважения и энергии жизни.
Белый цвет (серебро) — символ чистоты, совершенства, мира и взаимопонимания.
Красный цвет — символ трудолюбия, силы, мужества, красоты и праздника.
Синий цвет (лазурь) — символ чести, благородства, духовности, возвышенных устремлений.

## Предыдущий флаг

### Описание
«Флаг представляет собой прямоугольное полотнище из трёх горизонтальных полос:
верхней — белого цвета (3/5 площади полотнища);
средней — синего цвета (1/5 площади полотнища);
нижней — красного цвета (1/5 площади полотнища).
Отношение ширины флага к его длине 2:3.
В центре белой полосы расположен полный герб муниципального образования».

### Обоснование символики
Полное изображение герба представляет собой четырёхугольный, с закруглёнными нижними углами, заострённый в оконечности светло-голубой геральдический щит окантованный жёлтым цветом.
В верхней части щита, лучи восходящего солнца как бы освещают светлый хлебный колос и газовый факел — символ богатства степного края.
В нижней части щита, разделённого синей лентой Урала — скрещённые пушечные стволы, свидетельство боевого прошлого и славных казачьих традиций.

## См. также

Флаги муниципальных образований Оренбургского района
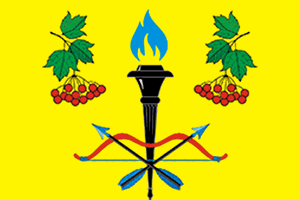
Флаг Дедуровского сельсовета